# 산남초등학교 (경기)
산남초등학교(山南初等學校)는 대한민국 경기도 수원시 영통구에 있는 공립 초등학교이다.

## 학교 연혁
- 1988년 2월 6일 학교 설립 인가
- 1989년 3월 1일 15학급으로 개교
- 1990년 3월 1일 35학급 편성
- 1991년 2월 12일 제1회 졸업식(205명)
- 1993년 5월 1일 원천국민학교 분리(55학급)
- 1994년 5월 1일 효성국민학교 분리(56학급)
- 2002년 3월 1일 교육행정정보시스템 시범 운영(2년)
- 2009년 9월 1일 교원능력개발평가 선도학교 운영
- 2009년 9월 1일 제9대 신대연 교장 부임
- 2009년 12월 31일 100대 교육과정 우수사례 표창
- 2010년 8월 26일 : 별관 교실 바닥 교체
- 2012년 1월 6일 : 제 2컴퓨터실 컴퓨터 교체
- 2013년 2월 15일 : 제 23회 졸업식 (252명)
- 2013년 9월 1일 : 제 10대 최승규 교장선생님 취임

## 참고 자료
- 산남초등학교 - 한국교육학술정보원 학교알리미